# Václav Nehasil
Václav Nehasil (1845 Tismice – 14. dubna 1929 Tismice) byl rakouský a český rolník a politik, na přelomu 19. a 20. století poslanec Českého zemského sněmu.

## Biografie
Vystudoval německou nižší reálnou školu u piaristů v Brandýse nad Labem. Pak spravoval svou zemědělskou usedlost. Po dobu třinácti let působil jako starosta v rodných Tismicích. Roku 1889 se stal členem okresního výboru, byl náměstkem okresního starosty, členem okresní školní rady a předsedou hospodářského spolku v Českém Brodě.
V 90. letech 19. století se zapojil i do zemské politiky. Ve volbách v roce 1895 byl zvolen v kurii venkovských obcí (volební obvod Černý Kostelec) do Českého zemského sněmu. Politicky patřil k mladočeské straně.